# Lavizzara
Lavizzara é uma comuna da Suíça, no Cantão Tessino, com cerca de 589 habitantes. Estende-se por uma área de 187,46 km², de densidade populacional de 3 hab/km². Confina com as seguintes comunas: Airolo, Bedretto, Brione, Cevio, Chironico, Dalpe, Maggia, Prato, Quinto, Sonogno.
A língua oficial nesta comuna é o Italiano.